# Hans Krieg
Max Hans (Hans) Krieg (Haynau in Silezië, 11 april 1899 – Amsterdam, 26 november 1961) was een Nederlandse componist, zanger en koordirigent.

## Jeugd en opleiding
Krieg was een zoon van de Joodse lederwarenfabrikant Hugo Krieg en Helene Proskauer. Zijn grootvader was een chazan (voorzanger) en zijn grootmoeder pianolerares. Krieg speelde vanaf zijn zesde jaar piano en twee jaar later begon hij met componeren. Van de dirigent Julius Praewer kreeg hij op 17-jarige leeftijd zijn eerste compositie- en directielessen. Daarna studeerde hij aan het Leipziger Conservatorium waar hij les in compositie en dirigeren kreeg van Engelbert Humperdinck en Siegfried Ochs. Tevens studeerde hij aan de Berliner Hochschule für Musik waar Emil Nikolaus von Rezniček zijn leermeester was.

## Werkzaamheden
Vanaf 1923 werkte Krieg als koorrepetitor en operadirigent en was hij verbonden aan diverse Duitse schouwburgen in Rostock en Plauen. Ook schreef hij toneelmuziek voor schouwburgen in Duitsland en Zwitserland. In 1928 verhuisde hij naar Breslau waar hij als dirigent onder meer het grootste arbeiderskoor van Silezië en het koor van de Joodse Gemeente leidde. Als componist schreef hij een aantal liederen en koormuziek in een laatromantische stijl met duidelijke invloeden van Johannes Brahms en Gustav Mahler. Hij componeerde de muziek bij het grote Volksschauspiel Paulus Unter den Juden van Franz Werfel. Vanwege het opkomend antisemitisme vluchtte hij in 1933 naar Amsterdam. Toen Krieg zonder enige middelen in Nederland aankwam, kon hij aan de toenmalige voorzitter van De Stem des Volks, Jan Antoon Krelage, een aantal door hem geschreven kinderliedjes verkopen. Hierdoor was het mogelijk om zijn vrouw en dochter ook over te laten komen. De vader van Krieg overleed in 1935.
Aanvankelijk verdiende hij in Nederland zijn geld met het kopiëren van partituren, het voor muziekencyclopedieën schrijven van artikelen over Joodse muziek en musici, componeren van muziek voor hoorspelen en aan huis les geven. Hij werd daarnaast medewerker bij de omroep, dirigent, koorleider, pianobegeleider en organist. Hij begeleidde ook zangeres/danseres Lin Jaldati in die jaren, zoals zij beschrijft in haar herinneringen Lied van verzet. Op 19 mei 1934 was hij de organist tijdens de eerste godsdienstoefening in het gebouw De Heystee van de Liberale Joodsche Gemeente in Amsterdam. In later jaren tot de aanvang van de oorlog bleef hij de gemeente bijstaan toen deze verhuisde naar het gebouw van de Theosofische Vereniging aan de Tolstraat en tijdens de erediensten. Ook was hij betrokken bij het politieke cabaret van de VARA en schreef hij liederen voor onder anderen Ernst Busch, Dora Goldstein en Chaja Goldstein. Als vervangend dirigent was hij actief binnen het koor van de Liberaal Joodse Gemeente in Amsterdam en tevens was hij de dirigent van de Joodsche Orkestvereeniging Amsterdam. In 1938 bracht de bekende sopraan Jo Vincent de door hem geschreven feesthymne Nu juicht een volk ten gehore, ter gelegenheid van de geboorte van prinses Beatrix.

## Tweede Wereldoorlog

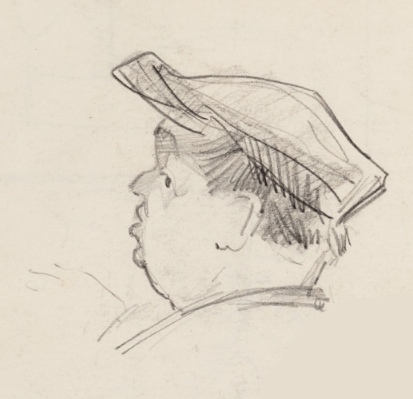
Tekening door Leo Kok van Hans Krieg zingend in Kamp Westerbork

Na de bezetting door de Duitsers werden zijn werkzaamheden noodgedwongen steeds beperkter. In opdracht van het Bureau Culturele Zaken van de Joodse Raad werkte hij nog samen met Michel Gobets, Hermann Schey en Erhard Wechselmann in mei 1943 aan een serie colleges over het joodse lied, maar andere opdrachten bleven allengs uit en hij kon nauwelijks nog werk vinden. In 1943 volgde een gedwongen verhuizing naar een daartoe door de Duitse bezetter aangewezen woonbuurt voor joden op het Afrikanerplein. Hier werden hij en zijn gezin in juni 1943 bij een razzia opgepakt en via de Joodse Schouwburg naar kamp Westerbork gebracht. In dit doorgangskamp richtte hij een cabaretgroep op. Ook bleef hij actief als orkestmuzikant en repetitor aan de dinsdagavondrevue. Hij was dirigent van het kinderkoor en gaf muziekles en zangles aan medegevangenen. Zichzelf begeleidend op gitaar zong hij liederen voor de kampgenoten. Hoewel het gezin op de transportlijst voor Auschwitz stond, werd dit driemaal uitgesteld. Dit geschiedde tweemaal omdat de kinderen ziek waren en in het kampziekenhuis verbleven en eenmaal door een opname op de uitwisselingslijst van het Rode Kruis, die bedoeld was om mensen via een tijdelijke opvang naar Palestina te krijgen.
In januari 1944 werd het gezin echter op transport gezet naar het concentratiekamp Bergen-Belsen. Daar aangekomen ging Krieg door met muziek maken en lesgeven aan de jeugd. Krieg ging werken in de schoenenfabriek en zijn vrouw in de gaarkeuken. Onder gruwelijke leefomstandigheden en ontberingen gaf Krieg, ondanks een verbod daarop, in het geheim zangvoordrachten en organiseerde hij voor de kinderen bijeenkomsten waar Nederlandse en Hebreeuwse volksliedjes gezongen werden. Toen de bevrijding nabij was, werd het gezin Krieg – samen met 2500 andere gevangenen – in een trein gezet, die twee weken lang doelloos tussen de frontlinies manoeuvreerde. Het was de laatste trein die de oorspronkelijke bestemming Theresienstadt had. Toen het Rode Leger op 23 april 1945 deze trein bevrijdde, waren er 550 inzittenden gestorven. De trein is later bekend geworden als het zogenaamde Verloren Transport. Uiteindelijk bleken Krieg en zijn gezin de oorlog overleefd te hebben maar zijn moeder Helene Krieg-Proskauer was in Sobibor omgebracht. Ook zijn schoonmoeder was omgebracht. Na een verblijf in een detentiekamp in Limburg omdat ze geen Nederlanders waren, kon het gezin uiteindelijk in juli 1945 naar Amsterdam terugkeren.

## Naoorlogse werkzaamheden

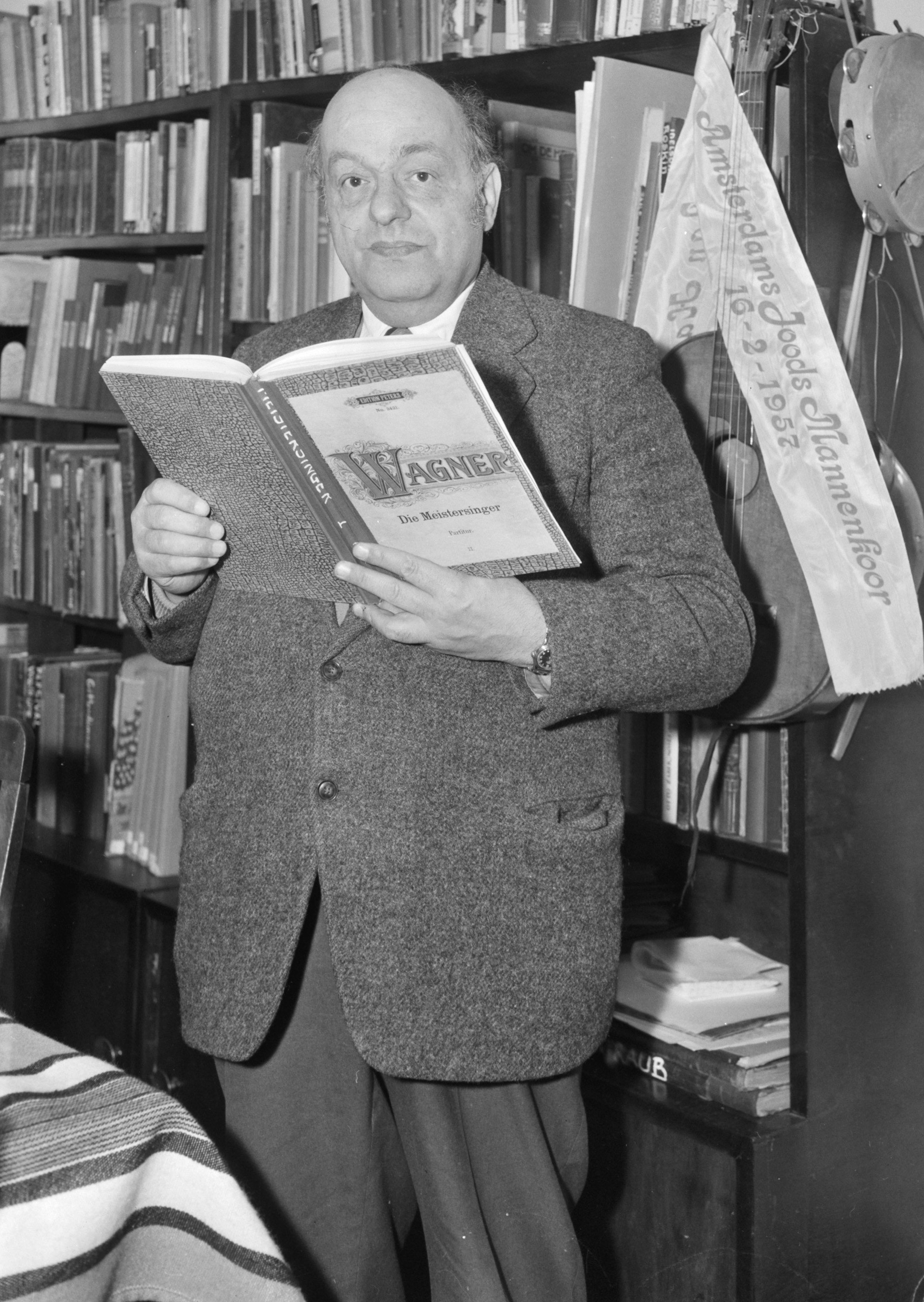
Foto ter gelegenheid van de zestigste verjaardag van Krieg

In het najaar van 1945 pakte Krieg zijn werk en leven weer op. Hij plaatste in oktober een advertentie in het Nieuw Israëlietisch Weekblad waarin hij aankondigde dat hij opnieuw actief was als componist, musicus, dirigent, muziekdocent en begeleider. Daarnaast begeleidde hij opvoeringen in synagoges, werd dirigent van een aantal koren en vond zijn weg terug naar de omroep waar hij als zanger, begeleider en medewerker emplooi vond. Ook gaf hij muzieklessen door het hele land. In Apeldoorn gaf hij vijfhonderd schoolkinderen muziekles in het Hebreeuws, werkte hij als docent Joodse muziekgeschiedenis aan het Amsterdamse Muzieklyceum, leidde hij Joodse kinderkoren en schreef kinderliederen. In heel Nederland was hij een veelgevraagd spreker over Joodse muziek.
Als auteur was hij actief door het schrijven van meer dan dertig muziekwetenschappelijke publicaties over Joodse muziek. Krieg verzamelde tevens joodse melodieën en koormuziek en liet deze uitgeven. Het was zijn wens om zoveel mogelijk liturgische en folkloristische melodieën en liederen te verzamelen uit de Joodse, Hebreeuwse en Jiddische traditie en deze meer bekendheid te laten krijgen. Om dit doel te bereiken dook hij in de beschikbare muziekbronnen en organiseerde bijeenkomsten waar hij oude chassidische liederen liet voorzingen, waarna hij er een piano- en orkestpartituur voor schreef. Verder was Krieg na de oorlog wederom actief als componist. Hij schreef een oeuvre dat liederen, kinderliedjes, solozangstukken, duetten en koorcomposities omvatte. Ook schreef hij voor de koorwerken de complete piano- en orkestpartituren en de teksten in diverse talen als Nederlands, Jiddisch, Duits en Frans. Verder betrof het werken voor piano, kamermuziekstukken en melodrama. In zijn huis in de Waalstraat was zijn eigen uitgeverij gevestigd, Jewish Music Editions Kadimah waar de muziek besteld kon worden. Zijn partituren liet hij niet zetten maar uitgeven in zijn eigen handschrift via lichtdruk omdat zijn handschrift zo duidelijk was dat het nauwelijks van drukschrift onderscheiden kon worden.
In 1946 werd door Krieg in Amsterdam het Joods Mannenkoor, dat voor de oorlog geleid was door de in Auschwitz omgekomen componist en dirigent Sam Englander, heropgericht. In 1950 werd daarnaast het vrouwenkoor Hasjier Hajehoedie opgericht. Krieg bewerkte voor de koren joodse liederen en schreef ook zelf a-capellawerk voor koor. Het mannenkoor maakte in 1951 een tournee in Israël en nam daar deel aan het Zimriya-koorconcours. In 1955 werden de synagoges in Antwerpen en Rotterdam ingewijd met optredens van beide koren. In mei 1955 volgde een optreden in Bergen-Belsen van het Joods Mannenkoor. In 1960 werd op Radio Jeruzalem in Israël op de Nationale Herdenkingsdag het door Krieg geschreven requiem in memorie van Englander Jiskor uitgezonden, een zesdelige symfonie voor een achtstemmig gemengd koor, solisten en orkest. In 1946 kreeg Krieg de "Ernest Blochprijs" voor de compositie Ani Chavalzelet (koor, orkest, sopraan- en tenorsolo). Een jaar later schreef hij Eli-Eli dat dezelfde onderscheiding gedeeld won als beste joodse compositie en in Tel Aviv werd opgevoerd en op de radio uitgezonden. In 1954 kreeg Krieg de Ernest Bloch Award voor de compositie Ani Chavatselet (Ik ben een lelie) voor driestemming vrouwenkoor op een tekst uit het Hooglied. Hierdoor kreeg hij ook internationale bekendheid als componist. Vanaf 1959 was hij bezig met het componeren van de opera Jeremias op een tekst van Stefan Zweig maar die is door zijn overlijden niet voltooid.
Krieg was tevens actief als zanger en voordrachtskunstenaar. Met zijn jongste dochter, de sopraan Mirjam Krieg, trad hij jarenlang op door het gehele land met voordrachten en zanguitvoeringen over de geschiedenis van de Joodse muziek. In 1960 componeerde hij in opdracht van de Gemeente Amsterdam Drie Psalmen voor mannenkoor. In mei 1961 werd op het terrein van het voormalige concentratiekamp Sachsenhausen een Marche funèbre van Krieg uitgevoerd, een werk voor piano viool en hoorn, gespeeld door musici die in het kamp hadden vastgezeten. Op 18 oktober 1961 vierde Krieg zijn veertigjarig jubileum als componist en dirigent met een recital voor de VARA. Hierbij zong zijn dochter Mirjam Krieg dertien van zijn kinderliederen met haar vader aan de vleugel.

## Overlijden

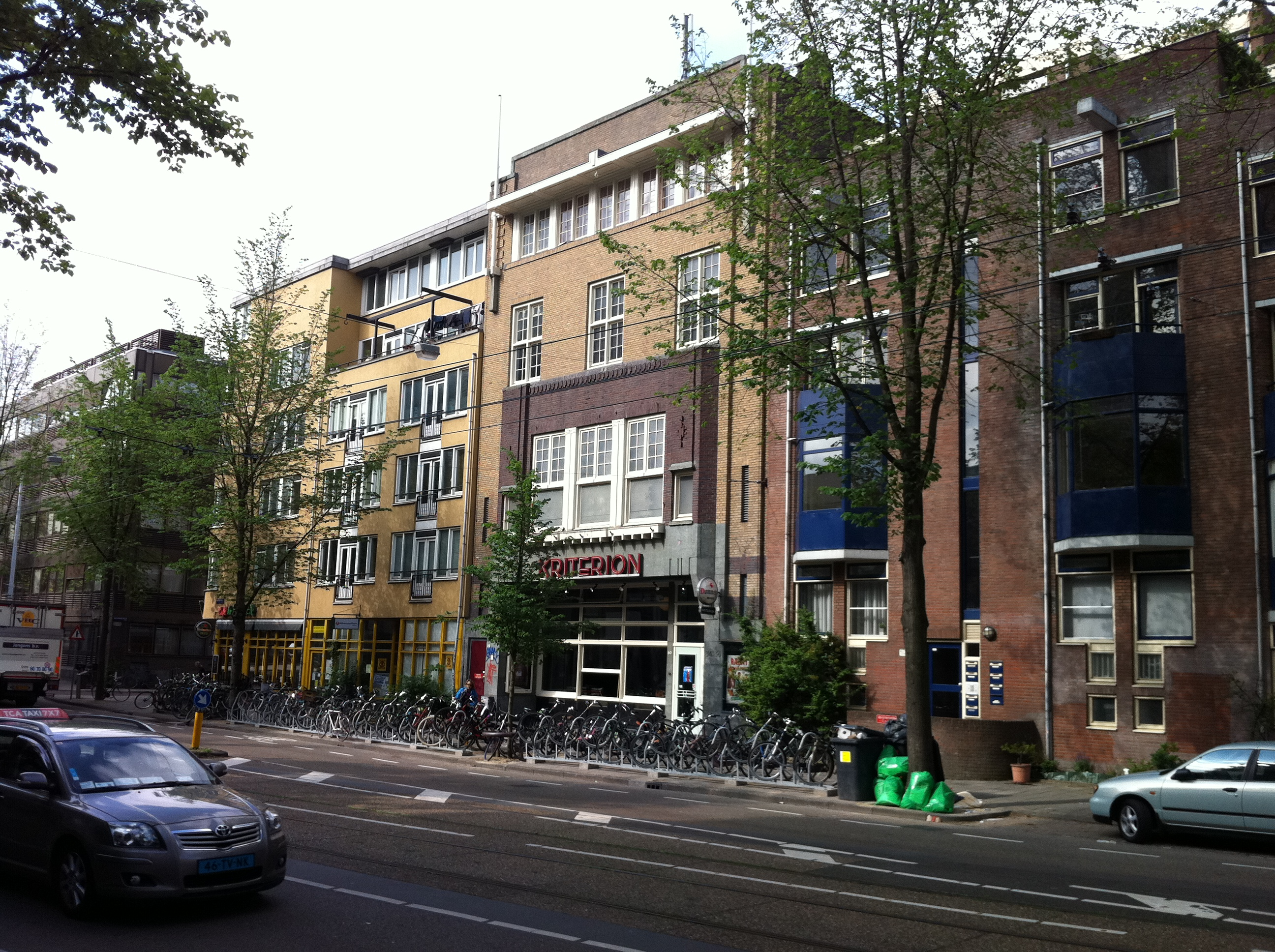
Kriterion theater Amsterdam

Op 26 november 1961 werd Krieg onwel tijdens een koorrepetitie met het Hasjier Hajedhoedie koor in het Amsterdamse Kriteriontheater. Hij werd opgenomen in het Weesperpleinziekenhuis in Amsterdam waar hij enkele uren later overleed aan een hartverlamming. De dag erna besteedden de meeste landelijke kranten ruime aandacht aan zijn onverwachte overlijden. Een aantal maanden later, op 10 maart 1962, werd er een herdenkingsconcert in de Bachzaal van het Amsterdamse Conservatorium gehouden waar het vrouwenkoor Hasjier Hajedhoedie composities van Krieg uitvoerde. Na Kriegs overlijden werden zijn twee koren samengevoegd. Deze dragen als eerbetoon aan de oprichter en eerste dirigent de naam Verenigde Joodse Koren Hans Krieg.

## Erkenning

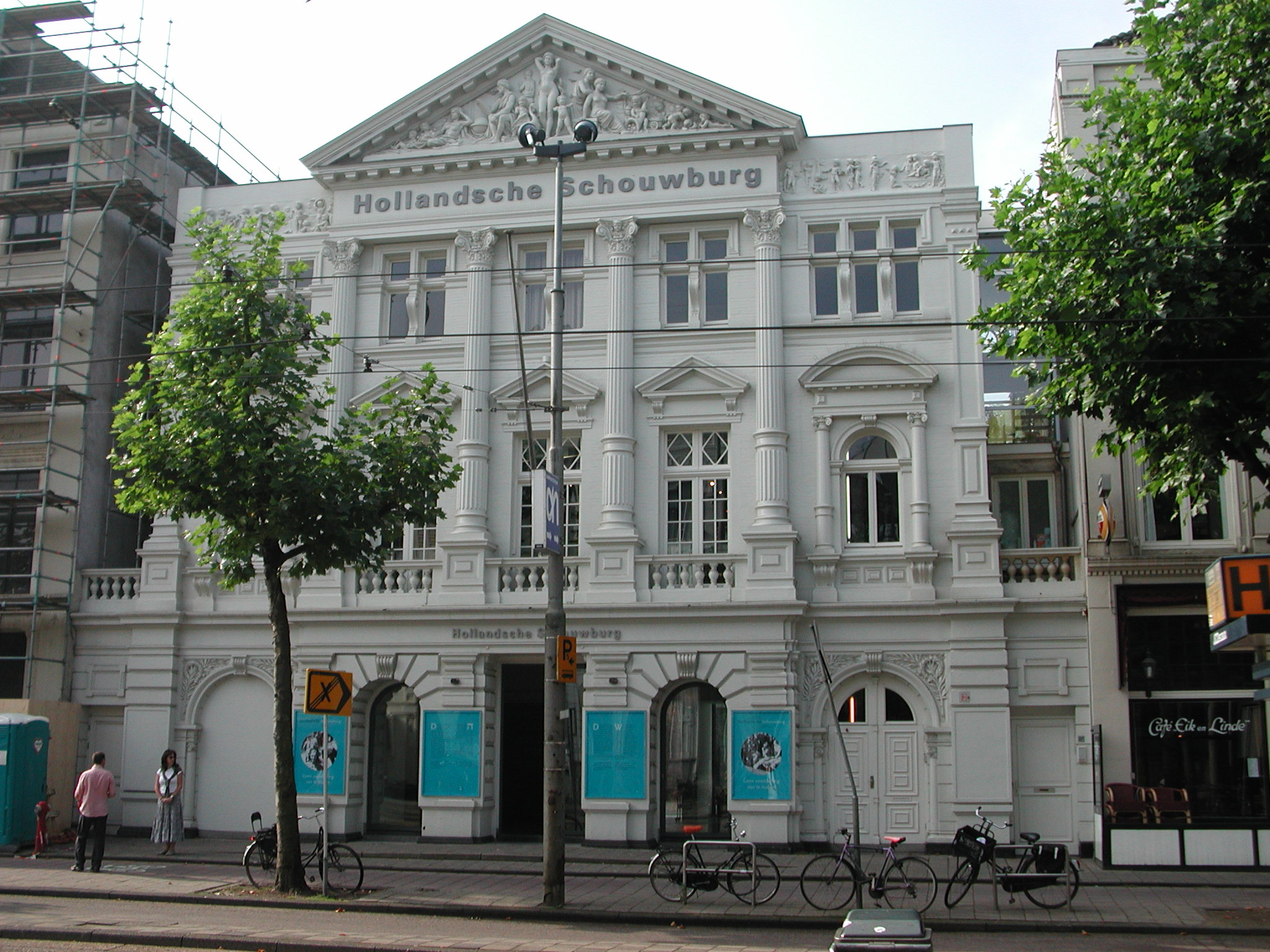
Hollandsche Schouwburg

In 2011 organiseerde de Hollandsche Schouwburg de tentoonstelling 'Beladen, Betwist, Bewaard' over de naoorlogse geschiedenis van de schouwburg. Een belangrijk deel van de presentatie bestond uit een onbekend lied van Krieg. Hij schreef het lied Waar bleven de Joden van ons Amsterdam? in 1947. Op verzoek van de Hollandsche Schouwburg zong Kriegs dochter Mirjam dit lied voor deze tentoonstelling. In 2011 besteedde het televisieprogramma De Wandeling aandacht aan de lotgevallen van de familie Krieg tijdens de Tweede Wereldoorlog en de herontdekking van het door Krieg geschreven werk. Het lied werd aan het eind van het programma uitgevoerd in de Hollandsche Schouwburg door het Nieuw Amsterdams Kinderkoor in aanwezigheid van Mirjam Krieg. In het lied wordt stilgestaan bij het verlies van zoveel Joodse Amsterdammers:
Waar zijn al de venters met fruit en met bloemen
en waar is de voddeman, die altijd kwam?
Waar zijn de tienduizenden hier niet te noemen?
Waar zijn toch de Joden van ons Amsterdam?
Het Nederlands Muziek Instituut beheert het archief van Krieg, dat de periode 1922-1961 beslaat.

## Verdere personalia
Krieg trouwde in 1929 met de van Roemeens-joodse afkomst Regine Sternlieb. Het echtpaar kreeg twee dochters.